# Нименский погост
Нименский погост — приходской центр (погост) вблизи деревни Андреевская Андреевской волости Каргопольского уезда Олонецкой губернии, родина митрополита Петроградского и Гдовского Вениамина; бывший Андреевский сельский совет, сейчас входит в состав Няндомского городского поселения. В храмах погоста (Преображенский зимний и Никольский летний — оба не сохранились) с 1863 года до кончины 5 (18) декабря 1903 года служил отец будущего митрополита, священник Павел Иванович Казанский. 
Находится Андреевская в 9 км от города Няндома Архангельской области по Каргопольской дороге. В память о святом Вениамине на высокой горе стоит Поклонный крест и небольшая церковь Преображения Господня. Церковь построена в 2002 году на месте разрушенного Никольского храма.